# Dreierles

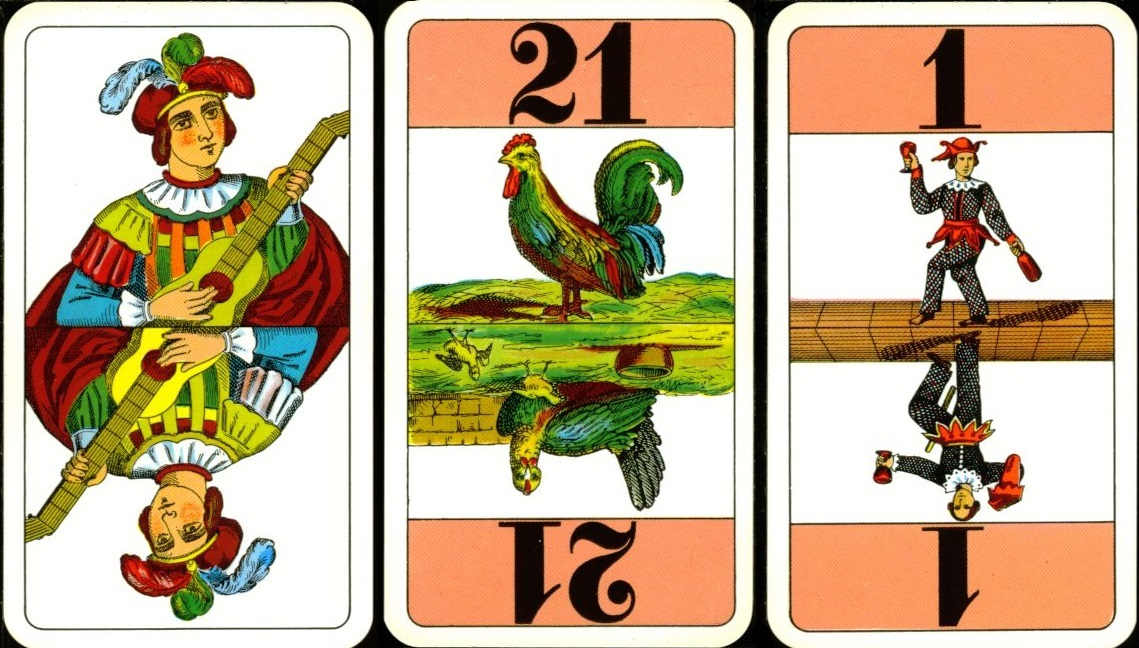
Die Trullkarten einer Cegokarte

Dreierles ist ein Tarock-Stichspiel für drei Spieler, das in der Region Mittelbaden beliebt ist. Es ist sehr alt und scheint ein süddeutscher Verwandter des Tapp-Tarocks zu sein, das seinserseits das älteste bekannte mitteleuropäische Tarockspiel mit 54 Karten ist. Dreierles wird mit Cego-Karten gespielt – den einzigen noch hergestellten deutschen Tarockkarten. Wissenschaftler vermuten, dass badische Soldaten, die unter Napoleon kämpften, ein Bestandteil eines spanischen Kartenspiel ins Dreierles einführten, woher das badische Nationalspiel Cego entstand. Seine relative Einfachheit macht Dreierles zu einem guten Einstieg in die Spiele der mitteleuropäischen Tarock-Familie.

## Name
Der Name „Dreierles“ und seine Alternativen Dreierle und Dreier stammen vom niedrigsten Spielgrad, der „Dreier“, bei dem drei der sechs Karten des Blinde aufgenommen und drei Karten auf eine Seite abgelegt werden.
Ein weiterer Name des Spiels ist Stroßewartscego, das deutet darauf hin, dass es als Ersatz für Cego gespielt wird, wenn kein vierter Spieler gefunden werden kann. Es handelt sich jedoch um ein ganz anderes Spiel als Cego. Stroßewartscego sollte nicht mit einem anderen regionalen Spiel, dem Straßenwart oder Vier-Anderle, verwechselt werden, das ebenfalls mit Cego-Karten gespielt wird, aber kein echtes Tarockspiel ist.

## Geschichte
Die erste urkundliche Erwähnung dieses Spiels stammt aus 1917. In einem Gedicht in einer badischen Gewerbezeitschrift wird es als „Dreierle“ neben Skat und Jass erwähnt. Und während des Zweiten Weltkriegs heißt es in einer Hommage an einen 75-jährigen Eisenbahner, dass er, obwohl er sich um die Bauernhöfe seiner beiden Söhne kümmern muss, die in den Krieg gezogen sind, immer noch seinem Lieblingszeitvertreib, dem Dreierlespiel, nachgehen kann.
Ein 1951 Artikel geht davon aus, dass Dreierles eine vereinfachte Variante von Cego aus dem 20. Jahrhundert ist, und bestätigt, dass es in den 1920er Jahren gespielt wurde. Michael Dummett wies jedoch darauf hin, dass Dreierles mit ziemlicher Sicherheit älter ist als Cego und dass letzteres von ersterem abgeleitet wurde. Dies erklärt die populäre, aber irreführende Geschichte, dass Cego spanisch war und irgendwann nach 1812 von badischen Soldaten, die für Napoleon in Spanien kämpften, mit nach Hause gebracht wurde. Martin und McLeod halten es für nahezu sicher, dass Cego aus Dreierles entstanden ist, als eine wesentliche Modifikation, die Verwendung einer Blinde, aus einer spanischen Version des Ombre namens Cascarela übernommen wurde. Dies erklärt die Geschichte, dass Cego nach 1812 von napoleonischen Soldaten nach Baden gebracht wurde. Es steht auch im Einklang mit der Tatsache, dass die Regeln von Dreierles, wenn man Merkmale herausnimmt, die offenbar aus dem Skat übernommen wurden, wie z. B. das Verdoppeln und den Räuberspiel, sehr nah an den frühesten bekannten Regeln des Tapp-Tarocks liegen, das bislang als Vorläufer aller 54-Karten-Tarockspiele galt. Dreierles könnte daher in Baden vor 1812 weit verbreitet gewesen sein und könnte sogar der direkte Vorläufer des Tapp-Tarocks selbst sein.

## Verbreitung
Baden ist die einzige Region Deutschlands, in der heute noch Tarock gespielt wird. Dort gibt es drei echte Tarockspiele: Cego ist südlich der Acher meistens im Schwarzwald zu Hause, Dappen nur im Hochschwarzwald und Dreierles im Mittelbaden um Rastatt. In den letzten Jahren fanden Dreierle-Turniere im Bühlertal, Iffezheim, Steinmauern, und Ottersdorf, alle im Rastatt, sowie in Achern im Ortenaukreis. Das Spiel ist auch in Malsch bei Karlsruhe und östlich von Rastatt bekannt.

## Karten

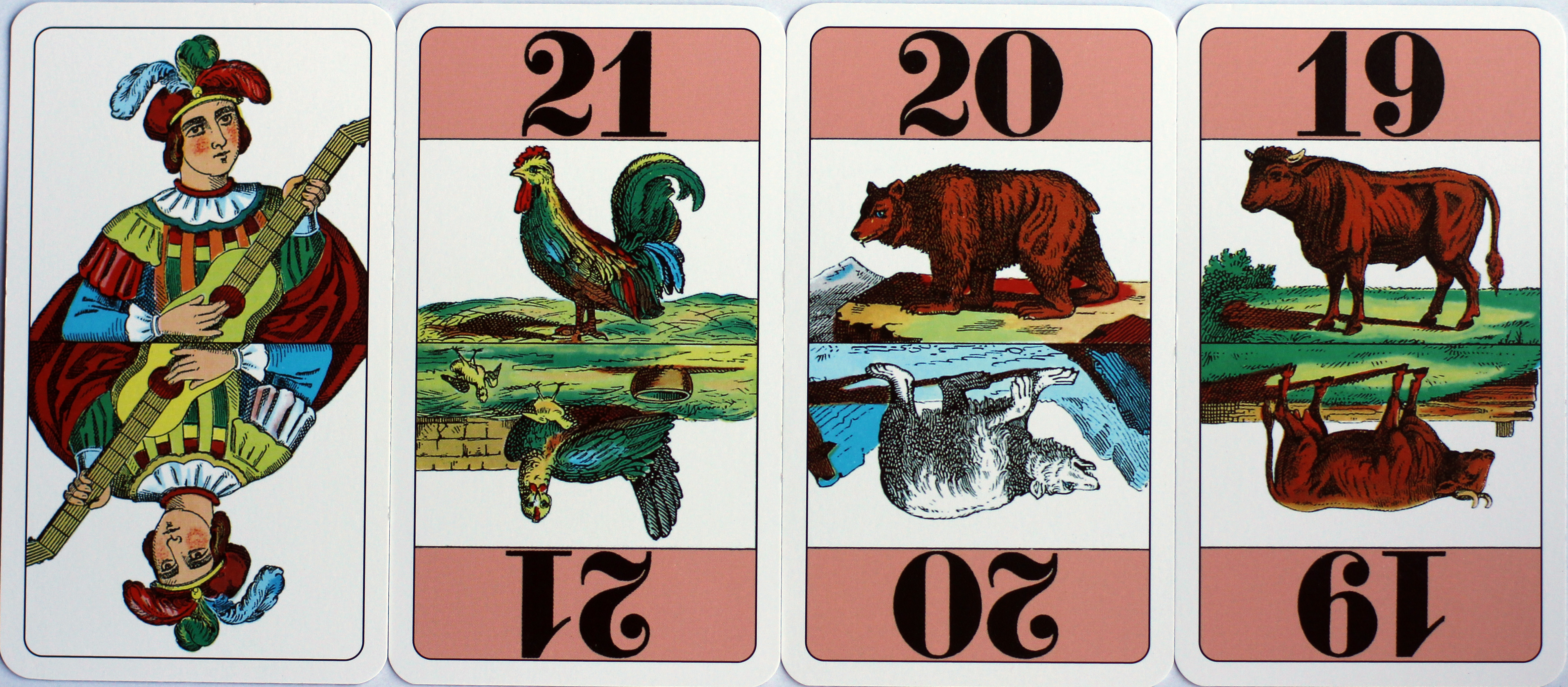
Adler Cego: die vier höchste Trumpfkarten

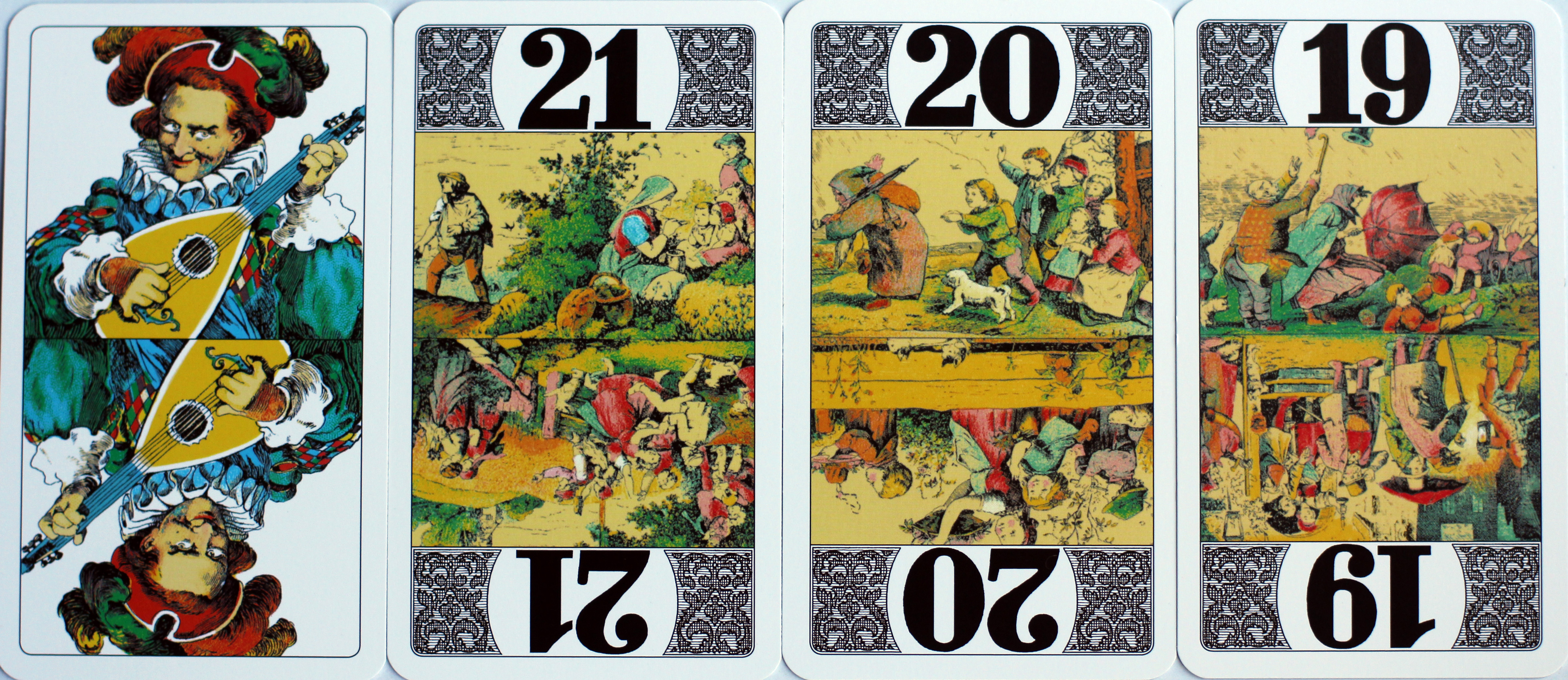
Schwarzwald Cego: die vier höchste Trumpfkarten

Dreierles wird mit einem 54 Blätter einer Cegokarte gespielt. Es gibt heute zwei recht unterschiedliche Cego-Kartenmuster, die beide online verfügbar sind: eines ist ein Tiertarock, bekannt als das Adler-Cego, und das andere ist ein Bourgeois Tarot, manchmal auch als Schwarzwald-Cego bezeichnet. Der Hauptunterschied liegt in der Gestaltung der Tarock- oder Trumpfkarten selbst (siehe Abbildung).
Beide Bilder haben 22 Trümpfe; alle bis auf einen sind mit arabischen Ziffern nummeriert. Der höchste ist der unnummerierte Sküs, genannt „Stieß“ oder „Gstieß“, und die übrigen Karten sind numerisch von 21 (höchste Karte) bis 1 (niedrigste Karte) geordnet. Ein einzelner Trumpf wird im Badischen „Trock“, „Drock“ oder „Druck“ genannt. Der „Stiess“, die 21 und die 1 werden zusammen als „Droll“ oder „Drull“ bezeichnet. In den einfachen Farben gibt es 32 Karten mit folgender Rangfolge:
♥ und ♦: König, Dame, Reiter, Bube, Ass, 2, 3, 4
♣ und ♠: König, Dame, Reiter, Bube, 10, 9, 8, 7

## Spielregeln
McLeod gibt an, dass die Regeln von Dreierles einfacher sind als die vergleichbarer Tarockspiele und es daher ein guter Einstieg in die Familie ist.

### Einleitung
Es gibt drei Spieler: der Alleinspieler spielt gegen die beiden Gegenspieler. Bei vier Spielern setzt der Kartengeber jedesmal aus. Dreierles ist praktisch ein Pfennigspiel, das typischerweise um 10 Cent pro Punkt gespielt wird. Kartengeben und Spielablauf erfolgen gegen den Uhrzeigersinn. Der Geber mischt die Karten und bietet die links liegenden Karten zum Abheben an. Anschließend nimmt er die obersten sechs Karten und legt sie verdeckt als Blinder (Tappen) aus. Anschließend erhält jeder Spieler in zwei Runden zu je 8 Karten jeweils 16 Karten.

### Auktion

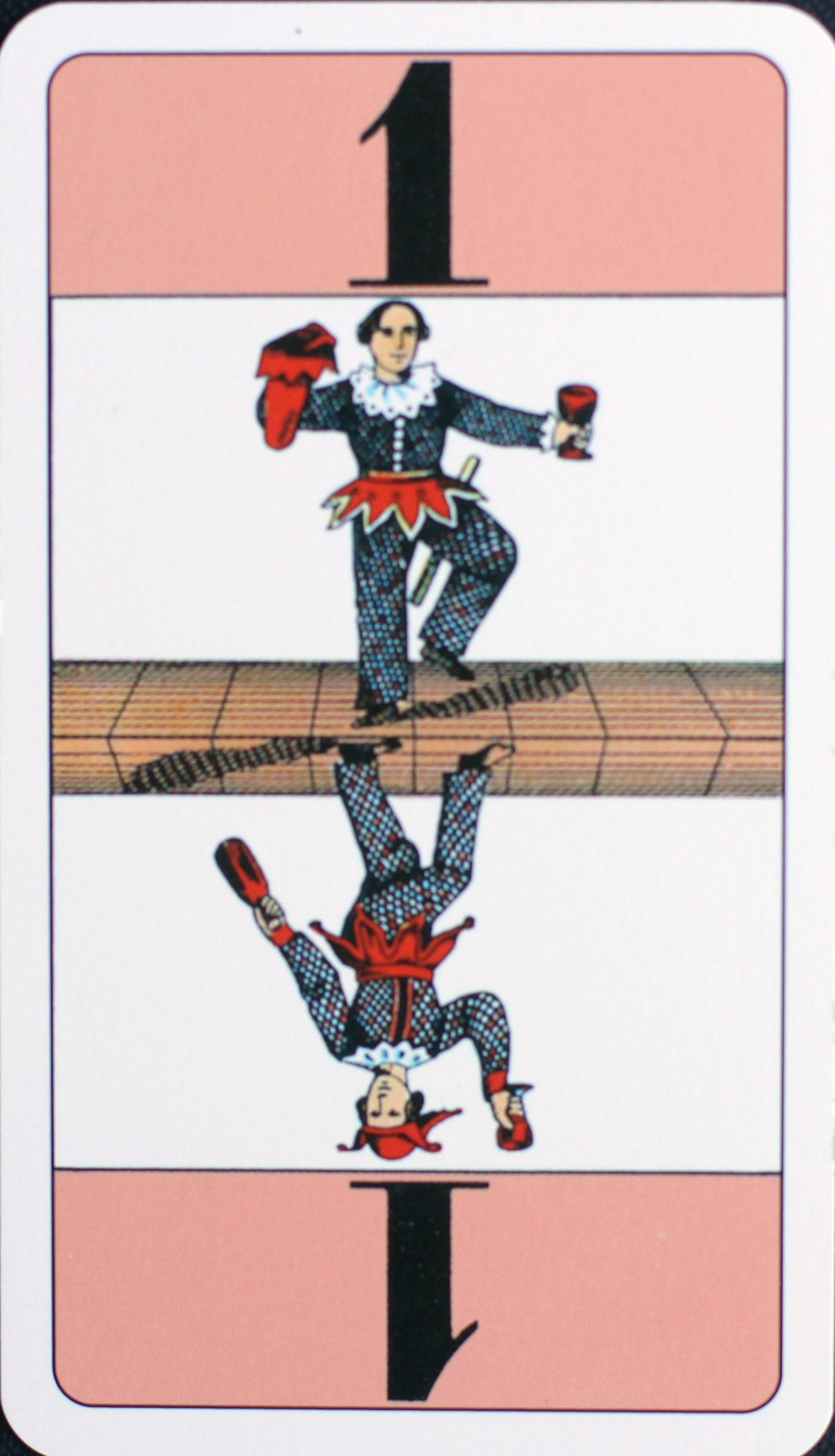
Die Pfeife

Es gibt vier positive Gebote, die angeben, wie viele Karten der Spieler vom Blinder ziehen darf. In aufsteigender Reihenfolge sind die Spiele:
- Dreier (3 Karten)
- Zweier (2 Karten)
- Einer (1 Karte)
- Solo (keine).

Beginnend mit dem Spieler rechts vom Geber (Vorhand) können die Spieler nur einmal bieten und müssen alle vorherigen Gebote überbieten. Es gibt kein Halten. Wenn alle passen, wird ein Räuber gespielt (siehe unten). Der Höchstbietende wird Alleinspieler. Die Gegenspieler nehmen die gebotene Kartenanzahl vom Blinder, decken sie auf und geben sie dem Alleinspieler. Anschließend nehmen sie den ungenutzten Teil des Blinders auf, ohne ihn dem Alleinspieler zu zeigen, sehen ihn sich an und legen ihn verdeckt wieder ab; sie zählen am Ende zur Gegenspieler. Währenddessen wirft der Alleinspieler die gebotene Kartenanzahl ab und behält 16 auf der Hand; die abgelegten Karten zählen am Ende zum Alleinspieler. Könige und Trümpfe dürfen nicht abgelegt werden. Nach dem Ablegen sagt der Alleinspieler „fertig“, woraufhin ein Gegenspieler, der mindestens „Dreier“ geboten hat, den Spielwert durch Klopfen auf den Tisch verdoppeln darf. Der Alleinspieler kann durch Gegenklopfen verdoppeln.
Der Alleinspieler kann seine Absicht ankündigen, den letzten Stich mit Trumpf 1 (abgebildet), der „Pfeife“, zu machen, indem er sie offen auf den Tisch legt und dort liegen lässt, bis sie gespielt wird. Dadurch verdoppelt sich der normale Bonus von 1 Punkt für den Gewinn des letzten Stichs mit der Pfeife.

### Räuber
Wenn alle passen, wird der Blinder beiseite gelegt und ein Räuber gespielt. Der Spieler mit den meisten Augen in der Karten verliert. Beginnend mit Vorhand können die Spieler klopfen, um den Spielwert zu verdoppeln. Vorhand spielt zum ersten Stich aus. Die „Pfeife“ muss nach Möglichkeit zum dritten Stich gespielt werden. Trumpf 21 darf nicht zu einem Stich gespielt werden, zu dem der Stieß gespielt wurde, es sei denn, der Spieler hat keinen anderen Trumpf. Der Verlierer zahlt den anderen Spielern jeweils 2 Punkte x Anzahl der Klopfen. Bei Punktgleichheit zahlt jeder Spieler 1 an den dritten Spieler (x 2 für jeden Klopf).

### Spielablauf
Der Alleinspieler spielt aus. Farbe muss nach Möglichkeit bedient werden; andernfalls muss ein Spieler mit einem „Druck“ stechen. Der Stich wird vom höchsten Trumpf oder der höchsten Karte der ausgespielten Farbe gewonnen, falls keine Trumpfkarte gespielt wurde. Der Gewinner des Stichs spielt zum nächsten aus. Die Stiche des Alleinspielers werden zusammen mit seinen abgelegten Karten abgelegt; die Gegenspieler legen ihre Stiche zusammen mit den ungenutzten Blinderkarten auf einen gemeinsamen Stapel.

### Wertung
Die Spieler zählen ihre Augen nach dem üblichen Tarock-Wertungsschema. Der Alleinspieler benötigt 36 Augen, um zu gewinnen. Sobald der Gewinner feststeht, berechnen die Spieler ihre Spielpunkte. Die gewinnende Seite erhält 1 Punkt für jeweils fünf Augen (oder anteilig) über 35 und multipliziert das Ergebnis mit dem Faktor für das Spiel (siehe unten). Beispiel: Bei einem Zweier mit 46 Augen ergibt sich ein Überschuss von 46 - 35 = 11 Augen, der für die Wertung auf 15 aufgerundet wird (niemals abgerundet). Der Alleinspieler erhält also 15/5 x 2 = 3 x 2 = 6 Punkte. Die Spieler addieren dann alle Bonuspunkte, die sie erhalten haben. Beachten Sie, dass die nicht verwendeten Karten im Blinder auch dann noch für die Gegenspieler zählen, wenn der Alleinspieler alle Stiche gewinnt. Die Spiele und ihre Faktoren:
| Spiele  | |        |
| Spiel   | Bedeutung | Faktor |
| Dreier  | Der Alleinspieler tauscht die obersten 3 Karten des Blinders. Die restlichen 3 gehen an die Gegenspieler.    | x 1    |
| Zweier  | Der Alleinspieler tauscht die obersten 2 Karten des Blinders. Die restlichen 4 gehen an die Gegenspieler.    | x 2    |
| „Einer“ | Der Alleinspieler tauscht die oberste Karte des Blinders. Die restlichen 5 Karten gehen an die Gegenspieler. | x 3    |
| „Solo“  | Kein Tausch. Der Alleinspieler spielt ohne Blinder, alle 6 Karten gehen an die Gegenspieler.                 | x 4    |

Es gibt zwei Arten von Boni: für Kombinationen, die man zu Beginn auf der Hand hält, und für den Gewinn des letzten Stichs mit der „Pfeife“. Die Handboni sind persönlich: Sie werden von dem Spieler gewonnen, der die jeweilige Kombination hält. Die „Pfeife“-Boni können Teamboni sein, d. h. wenn der Alleinspieler die „Pfeife“ im letzten Stich verliert oder eine angesagte „Pfeife“ nicht gewinnt, gewinnen beide Gegenspieler den Bonus. Die Punkte werden wie folgt gewertet:
| Boni                             | |      |
| Bonus                            | Bedeutung | Wert |
| Zehn Trumpf (Zehn Druck)         | Der Alleinspieler hat zu Beginn zehn oder mehr Trümpfe (Drucks) auf der Hand                                             | 1    |
| Drull (Druckrolle)               | Der Alleinspieler hält zu Beginn alle 3 Trull-Karten, d. h. „Stieß“, 21 und 1, auf der Hand                              | 1    |
| Vier Könige                      | Der Ansager hält zu Beginn alle 4 Könige auf der Hand                                                                    | 1    |
| Stille Pfeife                    | Der Spieler macht den letzten Stich mit Trumpf 1.                                                                        | 1    |
| Angesagte Pfeife (Pfeife 'raus') | Der Ansager kündigt an, dass er den letzten Stich mit Trumpf 1 machen wird, indem er die Karte offen auf den Tisch legt. | 2    |

Beispiel: Anna, Bernd und Catrin haben sich auf einen Grundtarif von 10 Cent geeinigt. Anna sagt Einer an (Wert: x 3), legt die Pfeife ab (in der Hoffnung einen Bonus von 20 Cent zu bekommen, wenn sie damit den letzten Stich gewinnt), gewinnt das Spiel mit 43 Augen und erhält einen Bonus für Zehn Trümpfe, verliert aber die Pfeife im letzten Stich. Bernd erhält vier Könige. Anna erhält also 60 Cent für den Gewinn (20 Cent für die 8 Augen über 35 multipliziert mit 3 für den Einer) und 10 Cent für den Zehn-Trumpf-bonus, insgesamt also 70 Cent. Sie muss jedoch 20 Cent für die verlorene Pfeife auszahlen, erhält also von jedem Gegner nur 50 Cent und muss Bernd 10 Cent für seinen Bonus zahlen, sodass ihr Gesamtgewinn 2 x (60 Cent + 10 Cent - 20 Cent) - 10 Cent = 90 Cent beträgt. Bernd erhält von den beiden anderen Spielern jeweils 10 Cent für seinen Vier-König-Bonus, muss aber Anna 50 Cent zahlen, sodass am Ende ein Nettogewinn von −30 Cent verbleibt. Catrin hingegen verdient nichts, muss aber Anna 50 Cent für ihren Sieg bezahlen und Bernd 10 Cent für seinen Bonus. Am Ende hatte sie −60 Cent.

### Spielende
Eine Dreierles-Partei kann über eine vereinbarte Anzahl von Runden gespielt werden (eine Runde besteht aus drei Spielen). Die letzte Runde wird oft als „Räuber“ oder „Solo“ gespielt. Wenn niemand ein „Solo“ spielen möchte, wird ein „Räuber“ gespielt, der nach Vereinbarung 4 statt 2 Punkte wert sein kann. Sobald ein „Solo“ geboten wurde, darf nur ein Gegner klopfen, der noch nicht geboten hat.

## Varianten
Lokale Variantionen der Nomenklatur, der Wertung und anderer Regeln werden auf der Dreierles-Seite auf pagat.com beschrieben.